# Lega professionistica degli Emirati Arabi Uniti 2021-2022
La Lega professionistica degli Emirati Arabi Uniti 2021-2022 è la 47ª edizione della massima competizione nazionale per club degli Emirati Arabi Uniti, la quattordicesima dall'introduzione del calcio professionistico negli Emirati e la prima con la nuova denominazione di UAE ADNOC Pro League, per motivazioni di sponsor.
Alla competizione prenderanno parte 14 squadre, l'Al-Jazira Club è la squadra che difende il titolo conquistato nella precedente edizione. Hanno ottenuto la promozione dalla Seconda Divisione: l'Emirates Club che torna nella massima competizione nazionale dopo due stagioni di assenza e l'Al-Uruba Club che torna in massima divisione dopo più di trent'anni di assenza, l'ultima apparizione risaliva all'edizione 1992-93

## Squadre partecipanti
| Club           | Città         | Stadio                              | Stagione precedente                |
| -------------- | ------------- | ----------------------------------- | ---------------------------------- |
| Ajman          | Ajman         | Stadio Ajman                        | 12° in UAE Pro League              |
| Al-Ain         | Al-Ain        | Stadio Hazza bin Zayed              | 6° in UAE Pro League               |
| Al Dhafra      | Madinat Zayed | Stadio Al Dhafra                    | 11° in UAE Pro League              |
| Al-Jazira      | Abu Dhabi     | Stadio Mohammed bin Zayed           | Campione degli Emirati Arabi Uniti |
| Al-Nasr        | Dubai         | Stadio Al Maktoum                   | 5° in UAE Pro League               |
| Al-Wahda       | Abu Dhabi     | Stadio Al-Nahyan                    | 7° in UAE Pro League               |
| Al-Wasl        | Dubai         | Stadio Zabeel                       | 9° in UAE Pro League               |
| Baniyas        | Abu Dhabi     | Stadio Baniyas                      | 2° in UAE Pro League               |
| Emirates       | Ras al-Khaima | Stadio dell'Emirates Club           | 2° in UAE Division One             |
| Al-Uruba       | Fujairah      | Stadio Al Sharqi                    | Vincitore UAE Division One         |
| Ittihad Kalba  | Kalba         | Stadio Ittihad Kalba                | 8° in UAE Pro League               |
| Khor Fakkan    | Khor Fakkan   | Stadio Saqr bin Mohammad al Qassimi | 10° in UAE Pro League              |
| Shabab Al-Ahli | Dubai         | Stadio Al-Rashid                    | 3° in UAE Pro League               |
| Sharjah        | Sharjah       | Stadio Sharjah                      | 4° in UAE Pro League               |

## Personalità e Sponsor
| Team           | Allenatore        | Capitano           | Sponsor Tecnico | Main Sponsor         |
| -------------- | ----------------- | ------------------ | --------------- | -------------------- |
| Ajman          | Goran Tufegdžić   | Ali Al-Hosani      | Adidas          | Ajman Bank           |
| Al-Ain         | Serhiy Rebrov     | Ismail Ahmed       | Nike            | First Abu Dhabi Bank |
| Al Dhafra      | Badr Al Idrisi    | Ahmed Ali          | Adidas          | Ruwais               |
| Al-Jazira      | Marcel Keizer     | Ali Khasif         | Puma            | Healthpoint          |
| Al-Nasr        | Salem Rabie       | Tareq Ahmed        | N45             | Emirates Islamic     |
| Al-Uruba       | Fathi Al-Obeidi   | Ahmed Khamis       | uhlsport        | No sponsor           |
| Al-Wahda       | Grégory Dufrennes | Mohammed Barqesh   | Umbro           | No sponsor           |
| Al-Wasl        | Odair Hellmann    | Ali Salmeen        | Yellow          | Emaar                |
| Baniyas        | Daniel Isăilă     | Fawaz Awana        | Macron          | No sponsor           |
| Emirates       | Ayman El Ramady   | Abdullah Mohammed  | uhlsport        | No sponsor           |
| Ittihad Kalba  | Jorge Da Silva    | Mansor Abbas       | Adidas          | Caltex               |
| Khor Fakkan    | Gabriel Calderón  | Saif Mohammed      | Macron          | No sponsor           |
| Shabab Al-Ahli | Mahdi Ali         | Majed Nasser       | Nike            | Nissan and Omniyat   |
| Sharjah        | Cosmin Olăroiu    | Shahin Abdulrahman | Adidas          | Saif Zone            |

### Giocatori Stranieri
Tutte le squadre possono firmare un numero illimitato di giocatori stranieri, ma ne possono solo schierare quattro in campo.
| Club           | Giocatore 1           | Giocatore 2         | Giocatore 3       | Giocatore 4        | Ex Giocatori                                     |
| -------------- | --------------------- | ------------------- | ----------------- | ------------------ | ------------------------------------------------ |
| Ajman          | Mohamed Ben Larbi     | Bubacarr Trawally   | Miral Samardžič   | Walid Azarou       | Yorleys Mena Rabih Ataya                         |
| Al-Ain         | Cristian Guanca       | Soufiane Rahimi     | Kodjo Fo-Doh Laba | Danilo Arboleda    | Yassine Meriah                                   |
| Al Dhafra      | Issam El Adoua        | Lucas Cândido       | Makhete Diop      | Guilherme Augusto  | Imoh Ezekiel Leonardo                            |
| Al-Jazira      | João Victor           | Abdoulay Diaby      | Miloš Kosanović   | Thulani Serero     |                                                  |
| Al-Nasr        | Mehdi Abeid           | Ryan Mendes         | Dia Saba          | Tozé               |                                                  |
| Al-Uruba       | Ali Madan             | Appolinaire Kack    | Rédah Atassi      | Kayke              | Kingsley Eduwo                                   |
| Al-Wahda       | João Pedro            | Adrien Silva        | Fábio Martins     | Omar Kharbin       | José Ángel Jurado                                |
| Al-Wasl        | Adryelson             | Ramiro              | Gilberto          | Michel Araújo      | William Pottker                                  |
| Baniyas        | Gastón Álvarez Suárez | Nicolás Giménez     | Saša Ivković      | Isaac Kiese Thelin |                                                  |
| Emirates       | Zakaria Boulahia      | Joseph Guédé Gnadou | Edarlyn Reyes     | Walid Sabbar       | Adam Ennafati                                    |
| Ittihad Kalba  | Robert Žulj           | Bayron Garcés       | Wilder Cartagena  | Peniel Mlapa       | Roland Varga                                     |
| Khor Fakkan    | Dodô                  | Souza               | Douglas Tanque    | Aylton Boa Morte   | Borja Valle Luis Fernández Osama Rashid Paulinho |
| Shabab Al-Ahli | Federico Cartabia     | Ahmad Nourollahi    | Mehdi Ghayedi     | Thomas Lehne Olsen | Carlos Eduardo Azizjon Ganiev                    |
| Sharjah        | Bernard               | Caio                | Ben Malango       | Otabek Shukurov    |                                                  |

## Classifica finale
aggiornata al 27 maggio 2022
|                                | Pos. | Squadra        | Pt | G  | V  | N  | P  | GF | GS | DR  |
| ------------------------------ | ---- | -------------- | -- | -- | -- | -- | -- | -- | -- | --- |
| Emirati Arabi Uniti (bandiera) | 1.   | Al-Ain         | 65 | 26 | 20 | 5  | 1  | 57 | 17 | +40 |
|                                | 2.   | Sharjah        | 55 | 26 | 17 | 4  | 5  | 46 | 25 | +21 |
|                                | 3.   | Al-Wahda       | 53 | 26 | 15 | 8  | 3  | 51 | 25 | +26 |
|                                | 4.   | Al-Jazira      | 45 | 26 | 14 | 3  | 9  | 42 | 34 | +8  |
|                                | 5.   | Shabab Al-Ahli | 42 | 26 | 12 | 6  | 8  | 33 | 30 | +3  |
|                                | 6.   | Al-Wasl        | 36 | 26 | 9  | 9  | 8  | 36 | 30 | +6  |
|                                | 7.   | Ajman          | 35 | 26 | 10 | 5  | 11 | 35 | 40 | -5  |
|                                | 8.   | Al-Nasr        | 33 | 26 | 9  | 6  | 11 | 42 | 38 | +4  |
|                                | 9.   | Baniyas        | 31 | 26 | 8  | 7  | 11 | 33 | 39 | -6  |
|                                | 10.  | Khor Fakkan    | 28 | 26 | 8  | 4  | 14 | 38 | 49 | -11 |
|                                | 11.  | Ittihad Kalba  | 28 | 26 | 6  | 10 | 10 | 32 | 38 | -6  |
|                                | 12.  | Al Dhafra      | 24 | 26 | 6  | 6  | 14 | 28 | 36 | -8  |
|                                | 13.  | Al-Uruba       | 18 | 26 | 3  | 9  | 14 | 25 | 57 | -32 |
|                                | 14.  | Emirates       | 10 | 26 | 2  | 4  | 20 | 21 | 61 | -40 |

Legenda:

      Campione degli Emirati Arabi Uniti e ammessa alla AFC Champions League 2023

      Ammesse alla AFC Champions League 2023

      Retrocesse in Prima Divisione UAE 2022-2023

Note:
Tre punti a vittoria, uno a pareggio, zero a sconfitta.
Fonte: UPLeague

## Statistiche

### classifica marcatori
aggiornato al 27 maggio 2022
| Gol |  |  | Giocatore           | Squadra   |
| --- |  |  | ------------------- | --------- |
| 26  |  |  | Kodjo Laba          | Al Ain    |
| 15  |  |  | Omar Kharbin        | Al Wahda  |
| 14  |  |  | João Pedro          | Al Wahda  |
| 14  |  |  | Caio                | Sharjan   |
| 12  |  |  | Tó Zé               | Al Nasr   |
| 12  |  |  | Ben Larbi           | Ajman     |
| 11  |  |  | Dia Saba            | Al Nasr   |
| 10  |  |  | Sebastián Tagliabúe | Al Nasr   |
| 10  |  |  | Abdoulay Diaby      | Al Jazira |
| 10  |  |  | Ali Mabkhout        | Al Jazira |

### Premi individuali della Arabian Gulf League
Di seguito i vincitori.
| Premio                           | Giocatore        | Squadra        |
| -------------------------------- | ---------------- | -------------- |
| Miglior giocatore emiratino      | Bandar Al-Ahbabi | Al Ain         |
| Miglior giocatore straniero      | Kodjo Laba       | Al Ain         |
| Miglior giovane straniero        | Erik             | Al Ain         |
| Miglior giovane emiratino        | Hareb Abdullah   | Shabab Al-Ahli |
| Miglior portiere                 | Khalid Eisa      | Al Ain         |
| Miglior Allenatore               | Serhij Rebrov    | Al Ain         |
| Giocatore dell'anno per i tifosi | Soufiane Rahimi  | Al Ain         |
| Miglior Goal                     | Kodjo Laba       | Al Ain         |